# 保特沃尔茨
保特沃尔茨，是匈牙利诺格拉德州所辖的一个村。总面积7.84平方公里，总人口646，人口密度82.4人/平方公里（2011年1月1日）。